# Абажур (телепрограмма)
Абажур — авторская телепрограмма Андрея Макаревича. По словам создателя «Абажура», он в этом проекте «собственно работал журналистом»: Андрей Макаревич беседовал со звёздами.

## История
Перед запуском проекта автор высказывал опасения, что ОРТ может его опять «кинуть», но в эфир передача вышла почти в срок (в начале апреля вместо середины марта 1998 года). Выходила на канале ОРТ с весны 1998 по 1999 год по воскресеньям в 23:30.
Ведущий разговаривал с известными людьми на различные темы. Первым гостем программы была Алла Пугачёва. Также гостями программы были: Эдвард Радзинский, Армен Джигарханян, Евгений Весник, Людмила Чурсина, Александр Пороховщиков и другие. Продюсер — Николай Билык.
Название было обыграно в дизайне студии: два стула для собеседников и стол, на котором располагалась лампа с абажуром. На левом стуле сидел ведущий, а на правом — гость программы.
Программа была закрыта осенью 1999 года из-за падения рейтинга.
В интервью 2008 года («Эхо Москвы») Андрей Макаревич вспоминал об «эстетском „Абажуре“»:
Планы мои не совпадают с планами каналов наших. Если бы мне кто-то предложил такую программу вести, я бы не отказался. Мне это было интересно.